# 韩怀志
韩怀志（1922年8月—2021年1月9日），男，直隶（今河北）深县）人，中华人民共和国政治人物，曾任第五机械工业部副部长。